# Carol Antonio Altamirano
Carol Antonio Altamirano (Asunción Ixtaltepec, Oaxaca, 13 de diciembre de 1963) es un político mexicano, miembro del partido Movimiento Regeneración Nacional (Morena). Ha sido en dos ocasiones diputado federal y fue presidente municipal de Asunción Ixtaltepec, Oaxaca.

## Biografía
Carol Antonio Altamirano es licenciado en Derecho egresado de la Universidad Autónoma Metropolitana, durante sus estudios se desempeñó como consejero estudiantil. En 1991 ocupó el cargo de subdirector de Relaciones Laborales en la Secretaría de la Reforma Agraria.
Fue miembro del Partido de la Revolución Democrática hasta 2018 en que renunció al mismo y se integró en Morena. En 2008 fue elegido presidente municipal de Asunción Ixtaltepec, terminando su periodo en 2010, ese año fue elegido por primera ocasión diputado al Congreso de Oaxaca en el que fue líder de los diputados del PRD.
En 2012 fue elegido diputado federal por el Distrito 5 de Oaxaca a la LXII Legislatura, en la que ocupó los cargos de secretario de las comisiones de Presupuesto y Cuenta Pública y Del Centro de Estudios Sociales y de Opinión Pública; e integrante de las comisiones de Asuntos Frontera Sur-Sureste; Hacienda y Crédito Público; Programas Sociales; y, Para la Prevención, Conservación y en su caso Restauración del Medio Ambiente en las Entidades Federativas Donde se Ubican las Instalaciones de PEMEX. Al concluir su periodo, en 2015, retornó al Congreso de Oaxaca para el periodo de 2016 a 2018.
De 2015 a 2016 fue además presidente del comité estatal del PRD en Oaxaca. Renunció a la militancia en el PRD y en 2018 fue postulado candidato a diputado federal por el mismo Distrito 5 de Oaxaca por la coalición Juntos Haremos Historia. Electo a la LXIV Legislatura, es secretario de la comisión de Hacienda y Crédito Público; e integrante de la comisión de Energía y de la comisión de Vigilancia de la Auditoría Superior de la Federación.